# 滕津城堡

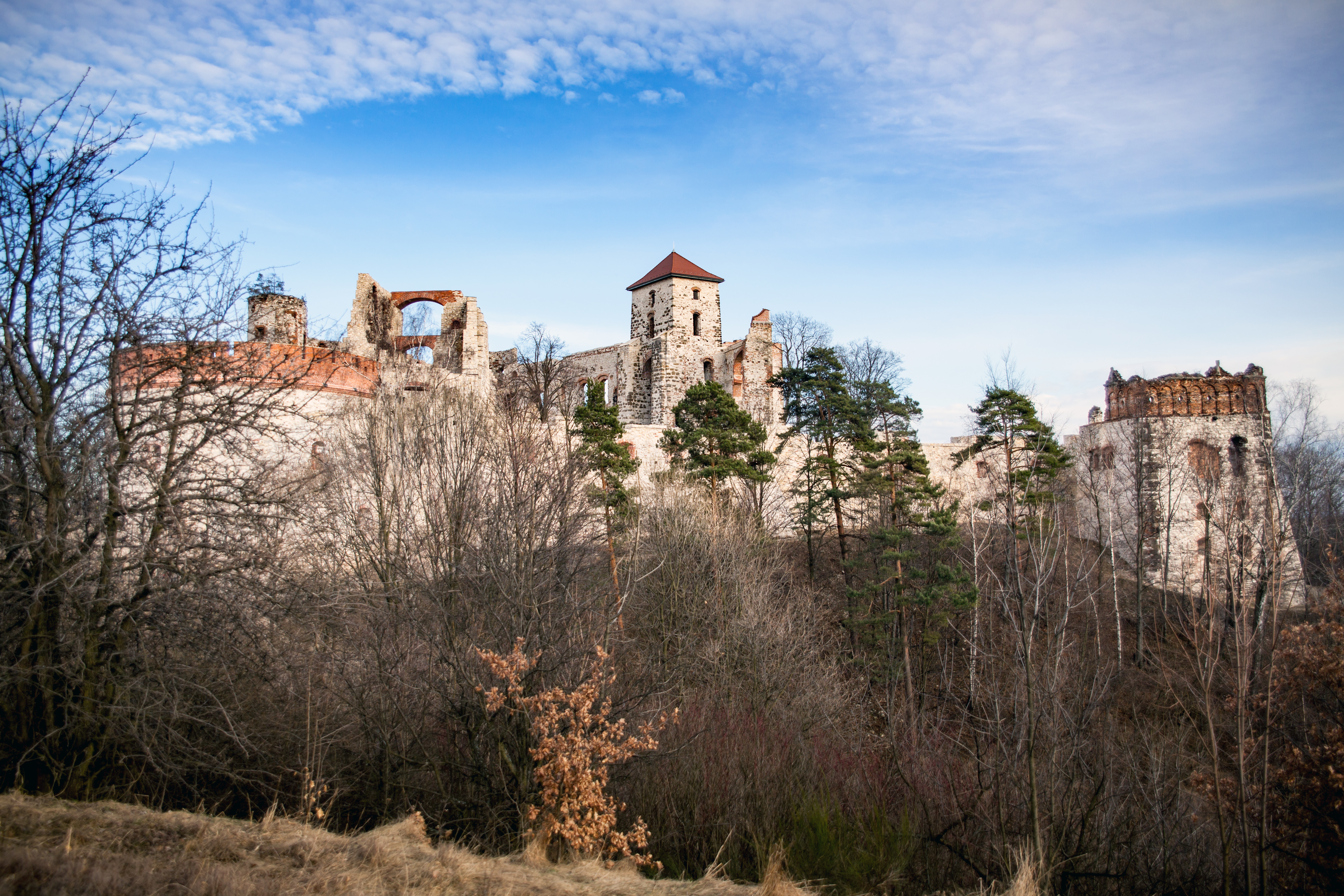
滕津城堡

滕津城堡（Tenczyn Castle）是波蘭的一座中世紀時期的城堡，位於小波蘭村莊滕津。這座城堡由滕津斯基家族修建。在17世紀時，滕津城堡曾被瑞典軍隊劫掠，此後陷入荒廢。現在這座城堡是一個觀光景點。

## 外部連結
- Save Tenczyn （页面存档备份，存于） （波兰語）

50°06′08″N 19°34′55″E / 50.1022419°N 19.5818424°E